# 6060 Doudleby
6060 Doudleby (1980 DX) là một tiểu hành tinh vành đai chính được phát hiện ngày 19 tháng 2 năm 1980 bởi nhà thiên văn học Tiệp Khắc Antonín Mrkos ở Đài thiên văn Kleť.